# René Le Guen
Pour les articles homonymes, voir Le Guen.
René Le Guen, né le 13 décembre 1921 à Septèmes-les-Vallons (Bouches-du-Rhône) et mort le 22 novembre 1993 à Besançon (Doubs), est un syndicaliste et homme politique français.

## Biographie
Fils d'un marin breton devenu gérant d'hôtel à Saïgon, René Le Guen rentre à Marseille après la mort de celui-ci, en 1933. D'abord mécanicien dans la marine marchande, il fut ensuite chaudronnier sur cuivre et obtint le titre de Meilleur ouvrier de France.
En 1942, il se soustrait au STO et prend part à la Résistance. Il participe aussi, à partir de 1943, aux activités de la CGT clandestine. Après la Libération, il devient responsable des cadres CGT de Marseille, tout en reprenant des études qui le conduisent au diplôme d'ingénieur en 1947.
Nommé administrateur de Gaz de France par le ministre Marcel Paul, René Le Guen y fera l'essentiel de sa carrière professionnelle.
Élu secrétaire général du Groupement national des cadres (GNC), il conduit son organisation à s'opposer au refus du Plan Marshall de la direction confédérale et du PCF. Il sera président (1959), puis président d'honneur (1977) du GNC. Entré au bureau national de la fédération CGT de l'éclairage en 1953, il en est secrétaire général adjoint de 1959 à 1966.
En 1963, malgré l'avis défavorable de Marcel Paul et en son absence pour maladie, l'équipe dirigeante de la fédération de l'énergie reprend la gestion des activités sociales d’EDF-GDF en faisant élire René Le Guen à la présidence de la Caisse centrale d'activités sociales (CCAS) (1963-72). Ce dernier exerce ensuite la présidence de l’Institut de formation, de recherche et de promotion (IFOREP) créé par la CCAS (1973-1980).
Artisan de la relance de l'union générale des cadres et ingénieurs de la CGT (UGIC), au début des années 60, René Le Guen en devient le secrétaire général en 1962. Il contribue ainsi largement à la transformation de cette structure en UGICT, par l'intégration des techniciens, en 1969.
Membre de la commission exécutive confédérale de la CGT (1967-82), il est nommé membre du Conseil économique et social en 1971, au titre de son organisation syndicale. En 1981, il y fut confirmé en tant que « personnalité qualifiée ».
Parallèlement à son engagement syndical, René Le Guen fut aussi un responsable communiste de premier plan. Adhérent depuis 1944, il mit en place une commission "scientifique et technique" auprès de la direction du parti à la fin des années 60, et entra au comité central en 1970. Elu membre du Bureau politique en 1979, il se désengagea à partir de ce moment de ses responsabilités syndicales.
Proche de Georges Marchais, il soutient le secrétaire général à toutes les occasions, notamment lors du conflit entre la fédération du Doubs et la direction du parti (1988) ou lorsque Charles Fiterman propose un changement de ligne politique (1990).
À sa mort en 1993, un hommage lui est rendu par Louis Viannet et Georges Marchais avant son inhumation au cimetière du Père-Lachaise (97e division) dans le caveau du comité central du PCF.
Son nom est donné à l'immeuble de la CCAS d'EDF-GDF.

## Publications
- Avec René Gaudy, Voyage avec des cadres : le Groupement national des cadres, 40 ans pour quoi faire ?, Paris, Éditions sociales, 1977, 288 p.
- Les Enjeux du progrès, Paris, Éditions sociales, 1983, 233 p.
- Oxygène pour tous les cerveaux, Paris, Éditions sociales, 1985, 204 p. (visualiser dans Gallica)
- Mutations et révolution : vers l'an 2000, Paris, Éditions sociales, 1988, 251 p.
- Science en conscience  (préf. Jean-Pierre Kahane), Paris, Éditions sociales, 1989, 163 p.